# Causa Hotesur
La Causa Hotesur y Los Sauces o Caso Hotesur es el nombre con el que se conoce a la causa judicial federal penal 11352/2014, iniciada por una denuncia de la diputada nacional Margarita Stolbizer realizada al día siguiente de la emisión televisiva  del programa Periodismo para todos. Stolbizer pidió que se investiguen posibles irregularidades relacionadas con la declaración jurada de la presidente de Argentina Cristina Fernández de Kirchner y el incumplimiento por parte de la empresa Hotesur S.A. (de la cual es accionista) de normas de inscripción y publicación en la Inspección General de Justicia (IGJ): adeudar impuestos, no presentar balances desde 2011 ni la conformación societaria ni del directorio.
A pedido de Romina Mercado, actual presidenta y directora titular del directorio de Hotesur, que se encuentra investigada por supuesto lavado de activos por 4 años consecutivos, la Cámara Federal de Apelaciones (Sala I) dispuso anular un pedido del juez Bonadío de contar con peritos contadores en el expediente sin dar intervención a las defensas, por lo cual lo apartaron del caso que, desde el 24 de febrero de 2016 está a cargo del juez Julián Ercolini. Este último validó el secuestro de documentación realizado en el allanamiento.
En esta causa se investigó la operatoria de integrantes de la familia Kirchner con diversos empresarios a partir de la hipótesis de la acusación de que alquilaban las habitaciones de hoteles de los Kirchner sin ocuparlos y que así se configuraría lavado de dinero proveniente de sobreprecios cobrados en la obra pública.
El 14 de mayo de 2018, con una resolución de 439 páginas el juez de la causa procesó a Fernández y a sus hijos y dispuso embargos por hasta 800 millones de pesos (unos treinta y cuatro millones de dólares) a cada uno. El 21 de diciembre la fiscalía pidió la elevación a juicio oral de la causa.

## Investigación
El primer juez de la causa, Claudio Bonadío, ordenó un allanamiento en la sede de la empresa el 20 de noviembre de 2014.
El diputado Carlos Kunkel y el jefe de gabinete Jorge Capitanich dijeron que Bonadío intentaba un golpe de estado. Luis María Cabral, presidente de la Asociación Nacional de Jueces, apoyó a Bonadío.
Julián Ercolini, que fue el siguiente juez de la causa, dispuso una pericia contable con peritos oficiales y uno propuesto por las defensas para obtener precisiones sobre los alquileres, contratos y operaciones de la sociedad Los Sauces, para lo cual la documentación de la causa fue trasladada al edificio de la Armada Argentina, ubicado frente a los tribunales federales.
En los libros contables fueron advertidas por la fiscalía anomalías como tachaduras, enmiendas y sobrescrituras por lo que, a petición de ésta, el juez ordenó una peritación caligráfica para determinar la autenticidad de las firmas de Cristina, Néstor, Máximo y Florencia Kirchner obrantes en los libros de actas de la firma “Hotesur SA”.
Otra medida judicial fue el secuestro de documentación por la Gendarmería Argentina realizado a inicios de diciembre de 2016 en las sucursales de los bancos Nación, Santa Cruz y Patagonia en El Calafate.
En el marco de la causa, el 15 de julio de 2016 el juez Ercolini dispuso embargar preventivamente las sumas de U$S 4.664.000, que estaban en una caja de seguridad abierta a nombre de Florencia Kirchner y de U$S 1.032.144,91 y de $ 53.280,24 que estaban en cajas de ahorro a nombre de la misma.
Del primer informe de los peritos técnicos (tres oficiales, dos del Ministerio Público Fiscal, dos de la Oficina Anticorrupción y tres de las defensas) encargados de analizar la documentación contable financiera, surge que en 2010 y 2011 Lázaro Báez aportó más del 50% de la facturación total de Alto Calafate, casi cincuenta millones de pesos desde varias empresas a la firma Valle Mitre, gerenciadora del hotel, por el supuesto alquiler de cientos de habitaciones y otras dependencias, mientras que entre 2009 y 2014 la familia Kirchner retiró una suma similar en concepto de adelanto de dividendos; al mismo tiempo, el registro de huéspedes del hotel no se encuentra. En mayo de 2017 los fiscales Gerardo Pollicita e Ignacio Mahiques firmaron un dictamen en el que piden al juez Ercolini la indagatoria de Cristina Kirchner, sus hijos Máximo y Florencia, Lázaro y Martín Báez y otras diecisiete personas, al igual que la inhibición general de sus bienes.
En julio de 2017, Pollicita pidió allanar la sede de la empresa Asociación Turística SRL en Buenos Aires, donde tiene su sede legal esa compañía que administra el hotel Las Dunas en El Calafate. Como no se encontró ninguna documentación de la empresa, el fiscal acrecentó sus sospechas de que se trataría de otra sociedad fantasma que aparece vinculada a Hotesur.

## Argumentos de la defensa
El abogado de Fernández afirmó que las sociedades Hotesur y Los Sauces son presididas por Romina Mercado, que los accionistas son Cristina Fernández de Kirchner, Máximo y Florencia y que no se dedican al negocio hotelero sino al alquiler de inmuebles, a un precio fijo, conforme contratos oficializados que corresponde a valores de mercado. El hotel Alto Calafate, única propiedad de Hotesur, y las propiedades de Los Sauces se alquilaron a empresas de Lázaro Báez y Cristóbal López; sobre esto declara que ello no es un delito y aclara que Hotesur nunca le alquiló nada a Aerolíneas Argentinas.
La defensa sostuvo que las operaciones de la sociedad fueron reales, con pagos bancarios, lo que excluye la imputación de lavado de dinero, y precios de mercado sin que en parte alguna el juez diga que los valores fueran exorbitantes. Agregó que si se habla de contratos de obra pública por 46 mil millones de pesos y alquileres pagados a la sociedad por 27 millones resultan valores sin proporción entre sí. También sostiene que las adjudicaciones de obras se hacían a nivel provincial y que la Presidenta no decidía al respecto. Por otra parte, la acusación afirma que había operaciones ficticias para enviar a los Kirchner dinero de la obra pública concedida a Báez pero no dice que el alquiler del hotel hubiera sido una operación simulada. Respecto de los cobros y retiros en los que según el juez  no se respetaron “las debidas formalidades”, la defensa argumentó que dada la confianza propia de una sociedad familiar, los miembros no necesitaban esperar balances para distribuir ganancias.